# Wara-Natioro jezici
Wara-Natioro jezici, skupina nigersko-kongoanskih jezika koja čini jednu od glavnih grana skupien gur. Govore se na području Burkine Faso u provincijama Léraba i Comoé. Obuhvaća svega dva jezika, to su, viz.: natioro [nti] i wara [wbf], po kojima je i dobila ime. Natiorom govori 2.400 ljudi (Vanderaa 1991) a jezikom wara čije je glavno središte selo Néguéni 4,500 (Johnstone 1993).
Gursku skupinu jezika čini s užim skupinama bariba, centralni, kulango, lobi, senufo, teen, tiefo, tusia i viemo.

## Vanjske poveznice
- Ethnologue (14th)
- Ethnologue (15th)